# Miloš Jojić
Miloš Jojić (Servisch: Милош Јојић) (Belgrado, 19 maart 1992) is een Servisch voetballer die doorgaans als offensieve middenvelder speelt. Hij tekende in juli 2015 een contract tot medio 2019 bij 1. FC Köln, dat hem overnam van Borussia Dortmund. Jojić debuteerde in oktober 2013 in het Servisch voetbalelftal.

## Clubcarrière
Op 24 januari 2012 tekende Jojić een vierjarig contract bij FK Partizan, dat hem meteen voor zes maanden uitleende aan FK Teleoptik, een satellietclub van Partizan. Op 15 september 2012 scoorde hij bij zijn debuut voor FK Partizan in de Servische Superliga een doelpunt tegen FK Hajduk Rodić M&B Kula. Op 18 juni 2013 scoorde hij met een vrije trap het winnende doelpunt tegen aartsrivaal Rode Ster Belgrado, waardoor het landskampioenschap helemaal bekroond werd. Op 30 januari 2014 tekende hij een vierjarig contract bij Borussia Dortmund. Op 15 februari 2014 debuteerde hij voor zijn nieuwe club in de thuiswedstrijd tegen Eintracht Frankfurt. Hij viel na 67 minuten in voor Henrich Mchitarjan. Amper één minuut later scoorde hij meteen zijn eerste treffer voor Borussia Dortmund op aangeven van Kevin Großkreutz.
Jojić speelde in anderhalf seizoen twintig competitiewedstrijden voor Dortmund. Een doorbraak naar de basiself bleef uit. Daarop tekende hij in juli 2015 een contract tot medio 2019 bij 1. FC Köln, de nummer twaalf van de Bundesliga in het voorgaande seizoen.

## Interlandcarrière
Jojić debuteerde op 19 oktober 2013 voor Servië in de vriendschappelijke interland tegen Japan in Novi Sad. Hij viel in na 86 minuten en maakte vijf minuten later het tweede doelpunt voor de thuisploeg. De wedstrijd eindigde op 2-0. Eén maand later speelde hij opnieuw mee met Servië -21 in de EK-kwalificatiewedstrijd tegen Italië -21 (1-0 winst).
| Interlands van Miloš Jojić voor Servië | Interlands van Miloš Jojić voor Servië | Interlands van Miloš Jojić voor Servië | Interlands van Miloš Jojić voor Servië | Interlands van Miloš Jojić voor Servië | Interlands van Miloš Jojić voor Servië |
| №                                      | Datum                                  | Wedstrijd                              | Uitslag                                | Competitie                             | Goals                                  |
| Als speler van Partizan Belgrado       | Als speler van Partizan Belgrado       | Als speler van Partizan Belgrado       | Als speler van Partizan Belgrado       | Als speler van Partizan Belgrado       | Als speler van Partizan Belgrado       |
| -------------------------------------- | -------------------------------------- | -------------------------------------- | -------------------------------------- | -------------------------------------- | -------------------------------------- |
| 1                                      | 11 oktober 2013                        | Servië – Japan                         | 2 – 0                                  | Vriendschappelijk                      | Goal                                   |
| Als speler van Borussia Dortmund       |                                        |                                        |                                        |                                        |                                        |
| 2                                      | 26 mei 2014                            | Jamaica – Servië                       | 1 – 2                                  | Vriendschappelijk                      | 0                                      |
| 3                                      | 31 mei 2014                            | Panama – Servië                        | 1 – 1                                  | Vriendschappelijk                      | 0                                      |

## Erelijst
| Competitie         |             |             |             |             |
| Competitie         | Aantal      | Jaren       |             |             |
| FK Partizan        | FK Partizan | FK Partizan | FK Partizan | FK Partizan |
| ------------------ | ----------- | ----------- | ----------- | ----------- |
| Kampioen Superliga | 1x          | 2012/13     |             |             |
| Borussia Dortmund  |             |             |             |             |
| Duitse supercup    | 1x          | 2014        |             |             |

1 Schwäbe ·
2 Schmied ·
3 Heintz ·
4 Hübers  ·
5 Soldo ·
6 Martel ·
7 Ljubičić ·
8 Huseinbašić ·
9 Waldschmidt ·
11 Kainz ·
12 Nickisch ·
13 Uth ·
15 Kilian ·
16 Obuz ·
17 Paçarada ·
19 Lemperle ·
20 Pentke ·
21 Tigges ·
22 Christensen ·
24 Pauli ·
25 Gazibegović ·
27 Rondić ·
29 Thielmann ·
34 Harchaoui ·
35 Finkgräfe ·
37 Maina ·
42 Downs ·
43 Čuber Potočnik ·
44 Köbbing ·
47 Olesen ·
Coach: Funkel